# 朴恩玲
朴恩玲（韓語：박은령，1966年3月7日—），韓國電視劇編劇。

## 作品

### 電視劇
- 2003年：MBC《出軌》
- 2004年：KBS《第二次求婚》
- 2006年：KBS《感謝人生》
- 2011年：TV朝鮮《拯救高奉實歐巴桑》
- 2017年：SBS《師任堂，光的日記》

## 外部連結
- NAVER搜索